# Chumma lesotho
Chumma lesotho is een spinnensoort uit de familie Chummidae. De soort komt voor in Lesotho.